# Dieter Lippelt
Dieter Lippelt (* 7. April 1938 in Göttingen) ist ein deutscher Tischtennisspieler. Er wurde mit dem VfL Osnabrück 1968 Deutscher Mannschaftsmeister.

## Sportlicher Werdegang
Dieter Lippelt kam über die Stationen GSV Holzminden, SSV Hellas Göttingen, ARSG Caen (Frankreich) und SuS Northeim 1966 zum VfL Osnabrück in die Erste Bundesliga wo er sieben Jahre spielte und mit dessen Herrenmannschaft er 1968 Deutscher Meister wurde. 1977 wechselte er zum TSG Burg Gretesch, 1987 trat er bei der Spielvereinigung Niedermark in der Zweiten Bundesliga an und wirkte als Trainer in dessen Jugendbereich. Seit der Saison 2011/2012 spielt er für die TSG Dissen.
1979 war er in der ITTF-Weltrangliste auf Platz 32, 1987 in der deutschen Computer-Rangliste auf Platz 82.
Bei Seniorenmeisterschaften konnte der Abwehrspieler zahlreiche Titel erringen. So wurde er 17-mal Deutscher Meister, einmal Europameister im Doppel, fünfmal Weltmeister im Doppel sowie einmal Weltmeister im Einzel. Lippelt nahm bis 2014 an allen bis dahin ausgetragenen Seniorenweltmeisterschaften teil.

### Erfolge (Auswahl)
- 1968: Deutscher Meister mit dem VfL Osnabrück
- 1998: Seniorenweltmeister (Ü60) im Doppel mit Horst Hirt in Manchester
- 2000: Seniorenweltmeister (Ü60) im Doppel mit Horst Hirt in Vancouver
- 2006: Seniorenweltmeister (Ü65) im Doppel mit Horst Langer in Bremen
- 2008: Seniorenweltmeister (Ü70) im Einzel in Rio de Janeiro
- 2010: Dritter bei den Seniorenweltmeisterschaften (Ü70) im Doppel mit Volker Sievers in Hohhot[5]
- 2011: Senioren-Europameister (Ü70) im Doppel mit Siegfried Lemke in Liberec
- 2012: Seniorenweltmeister (Ü70) im Doppel mit Siegfried Lemke in Stockholm
- 2013: Senioren-Europameister in Bremen in der Altersklasse Ü75[6]
- 2014: Seniorenweltmeister (Ü75) im Doppel mit Helmut Kretzer, Zweiter im Einzel in Auckland[7]

## Privat
Dieter Lippelt machte 1959 in Holzminden Abitur, studierte bis zu seinem Staatsexamen 1966 Erdkunde und Französisch an der Georg-August-Universität Göttingen, absolvierte sein Referendariat in Osnabrück, legte dort 1968 sein Examen ab und war bis zu seiner Pensionierung 2003 Oberstudienrat bzw. Lehrer für Französisch und Erdkunde in Osnabrück, zunächst am Ernst-Moritz-Arndt-Gymnasium und später am Gymnasium „In der Wüste“. Drei Semester lang lehrte er Geografie an der Universität Osnabrück. Zusammen mit Dirk Siepmann brachte er 2023 das dreisprachige Wörterbuch Tischtennis und allgemeine Sportsprache (Deutsch-Englisch-Französisch) heraus.
Lippelt besitzt eine der größten Sammlungen von Tischtennisbällen in der Welt.
Er ist verheiratet und hat drei Kinder aus erster Ehe.